# 普法爾茨-諾伊堡的艾蕾諾爾·瑪格達琳
諾伊堡的艾莉奧諾·瑪格達倫納（英語：Eleonore Magdalene of Neuburg，1655年1月6日—1720年1月19日）是神圣罗马帝国皇后和普法尔茨诺伊堡的郡主。她是神圣罗马帝国皇帝利奥波德一世的第三任妻子。
艾莉奧諾·瑪格達倫納皇后做為擁有文化和教养的女人，在當時頗負盛名，并把拉丁文的圣经翻译成德语。
1676年，她和已两次丧妻的利奥波德一世结婚。在此之前，利奥波德只有一名长女活着，没有男继承人。她婚后诞下十个孩子，其中两个儿子是日后引发奧地利王位繼承戰爭的神圣罗马皇帝。